# Tsukiatteru no ni Kataomoi

Coperta Tsukiatteru no ni Kataomoi

"Tsukiatteru no ni Kataomoi" (付き合っているのに片思い?) - (Chiar dacă ne întâlnim, nu e dragoste reciprocă) este al 15-lea single al trupei Berryz Kobo. Pe 28 noiembrie 2007 au fost lansate ediția normală cât și cea limitată. Ediția limitată conține un DVD bonus.

## Track List

### CD
1. Tsukiatteru no ni Kataomoi (付き合ってるのに片思い) 
2. Warera! Berryz Kamen (我ら！Berryz仮面 - Noi suntem! Berryz Kamen) 
3. Tsukiatteru no ni Kataomoi (Instrumental) 

### Ediția limitată
Tsukiatteru no ni Kataomoi (Dance Shot Ver.) 

### Event V
1. Tsukiatteru no ni Kataomoi (Dance Close-Up Ver.) 
2. Interview (インタビュー)

## Credite
1. Tsukiatteru no ni Kataomoi (付き合ってるのに片思い) 
- Versuri: Tsunku (つんく)
- Compoziție: Tsunku
- Aranjare: Ookubo Kaoru (大久保薫)

2. Warera! Berryz Kamen (我ら！Berryz仮面) 
- Versuri: Tsunku
- Compoziție: Tsunku
- Aranjare: Yamazaki Jun (山崎淳)

## Prestații TV
- 25.11.2007 - Haromoni@
- 04.12.2007 - Oha Star

## Trivia
- "Tsukiatteru no ni Kataomoi" nu a fost lansat ca Single V datorită lansării colecției Single V Clips Collection 3 pe 12 decembrie 2007.